# Scaphyglottis dunstervillei
Scaphyglottis dunstervillei là một loài thực vật có hoa trong họ Lan. Loài này được (Garay) Foldats miêu tả khoa học đầu tiên năm 1968.